# Phiphi-szigetek
A Phi Phi szigetek (thaiul: หมู่เกาะพีพี, kiejtve: Pi Pi) szigetcsoport Thaiföldön, a nagy Phuket sziget és az ország kontinentális részének nyugati partja között, a Malaka-szorosban.
A szigetek közigazgatásilag Krabi tartományhoz tartoznak.
A csoport legnagyobb és legnépesebb szigete Ko Phiphidon. (Ko thaiul szigetet jelent.) A második legnagyobb sziget, Ko Phiphili strandjait is sokan látogatják. A többi sziget – köztük Bida Nok, Bida Noi és a Bambusz-sziget (Ko Majphaj) nem sokkal több, mint a tengerből kimeredő nagy mészkősziklák. A szigetek hosszúfarkú hajóval, vagy nagyobb hajóval elérhetők, Krabi városból, vagy Phuket tartomány kikötőiből. A THAITRIP körtúrát kínál.
Phiphidont az 1940-es évek végén mozlim halászok népesítették be. Később kókuszültetvény lett. Thai népességének több, mint nyolcvan százaléka ma is mozlim. A teljes népességet tekintve, beleértve a munkásokat, különösen az északkeletről érkezetteket, többnyire buddhisták. A népesség 2013-ban kétezer és háromezer között volt.
A szigetek akkor tettek szert világhírnévre, miután 2000-ben itt forgatták A part című brit-amerikai filmet. A film készítőit azzal vádolták meg, hogy ledózerolták Ko Phiphili partjainak egy részét, és pálmafákkal ültették be, hogy így legyen hasonló a könyvben leírtakhoz. Ők ezt tagadták. A turizmus a film bemutatása után megélénkült, és ez fejlesztésekhez vezetett Phiphidon falu körül. Phiphili nevezetessége a Viking-barlang is, ahol ehető madárfészkeket takarítanak be.
A 2004-es indiai-óceáni cunami letarolta Ko Phiphit, de azóta jórészt helyreállították.

## Neve
Neve, Phiphi (kiejtve pi pi) maláj eredetű. Eredeti neve Pulau Api-Api volt, azaz „a tüzes sziget”. A név a „tüzes fára” utal, a Pokok Api-Apira. Ez a szürke mangrove (Avicennia marina), ami a szigeten sok helyen nő.

## Földrajza
Hat szigetből áll. Phukettől délkeletre fekszik. A Hat Nopparat Thara-Ko Phiphi Nemzeti Park része, amely bővelkedik korallokban és más tengeri élőlényekben. A szigeteken mészkőhegyek vannak, sziklákkal, barlangokkal, és hosszú homokos tengerpartokkal rendelkeznek. A Nemzeti Park teljes területe 38 790 hektár.
A legismertebb szigetek Phiphidon és Phiphili. Phiphidon területe 9,73 négyzetkilométer. Hossza mintegy 8 kilométer, szélessége 3,5 kilométer. Phiphili két négyzetkilométernyi. A szigetek teljes területe 12,25 négyzetkilométer.

## Közigazgatása
Ko Phiphin közigazgatásilag két falu van, amelyek Mueng Krabi körzet Ao Nang alkörzetéhez tartoznak. A falvakhoz kilenc település tartozik. A falvak és a települések:
- Laem Thong (บ้านแหลมตง, Mu 8, 300-500 pember)
  - Ban Ko Mai Phai (mintegy 20 halász él ezen a szigeten)
  - Ban Laem Tong
  - Ao Loh Bakhao
  - Ao Lana
- Ko Phi Phi (บ้านเกาะพีพี, Mu 7, 1500 – ,000 ember)
  - Ao Maya (mintegy 10 ember)
  - Ton Sai, központi település
  - Hat Yao
  - Ao Lodalum
  - Laem Pho

## Éghajlata
A Nemzeti Park éghajlatára a trópusi monsuinszelek gyakorolnak jelentős befolyást. Két évszak van: májustól decemberig az esős évszak, és januártól áprilisig a forró évszak. Az átlagos hőmérséklet 17 és 37 Celsius-fok között mozog. Évente átlag 2231 milliméter eső esik. A legesősebb hónap július, a legszárazabb február.

## Közlekedés és kommunikáció
Közút
A 2004-es cunami utáni újjáépítés óta a Ton Sai-öböl és a Loh Dalum-öböl jórészén kövezett utak futnak. Ezek az utak gyalogos használatra készültek. Az árut és a táskákat kézitargoncákkal szállítják. Csak a sürgősségi szolgáltatók számára megengedett a motoros járművek használata. Ton Sai-ban használnak biciklit, de kevés a kerékpározásra alkalmas út.
Légi út
A legközelebbi repülőterek Krabiban, Trangban és Phuketen vannak.
Komp
Gyakori kompjáratok indulnak Ko Phi Phire Phuketből, Ko Lantáról és Krabi városból, reggel fél 9-től. Az utolsó hajó Krabiból és Phuketről délután fél 2-kor indul. A "zöld szezonban" (június-október) Ko Lantára, vagy onnan, csak Krabin keresztl lehet hajózni.
Phi Phi Don falu Tonsai-öblében 2009 végére nagy, modern mélyvízi mólót építettek. Ide érkeznek a fő kompjáratok Phuketből, Krabiból és Ko Lantáról. A látogatóktól a mólón 20 baht díjat kérnek. A különböző fajta hajóknak külön kiszállóhelyei vannak a mólón, így csúcsidőben is hatékony.

## Turizmus

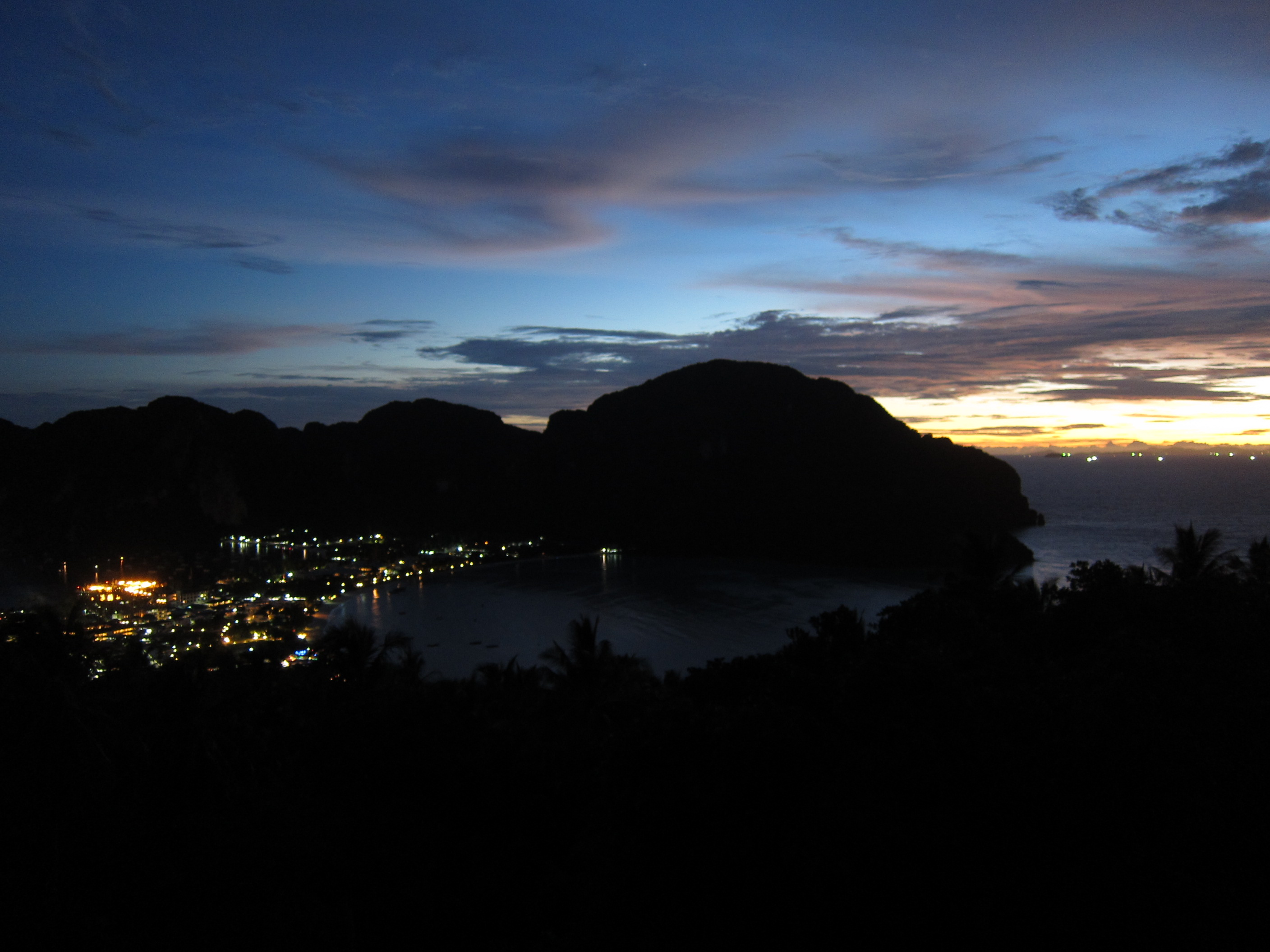
Naplemente, Ko Phiphi

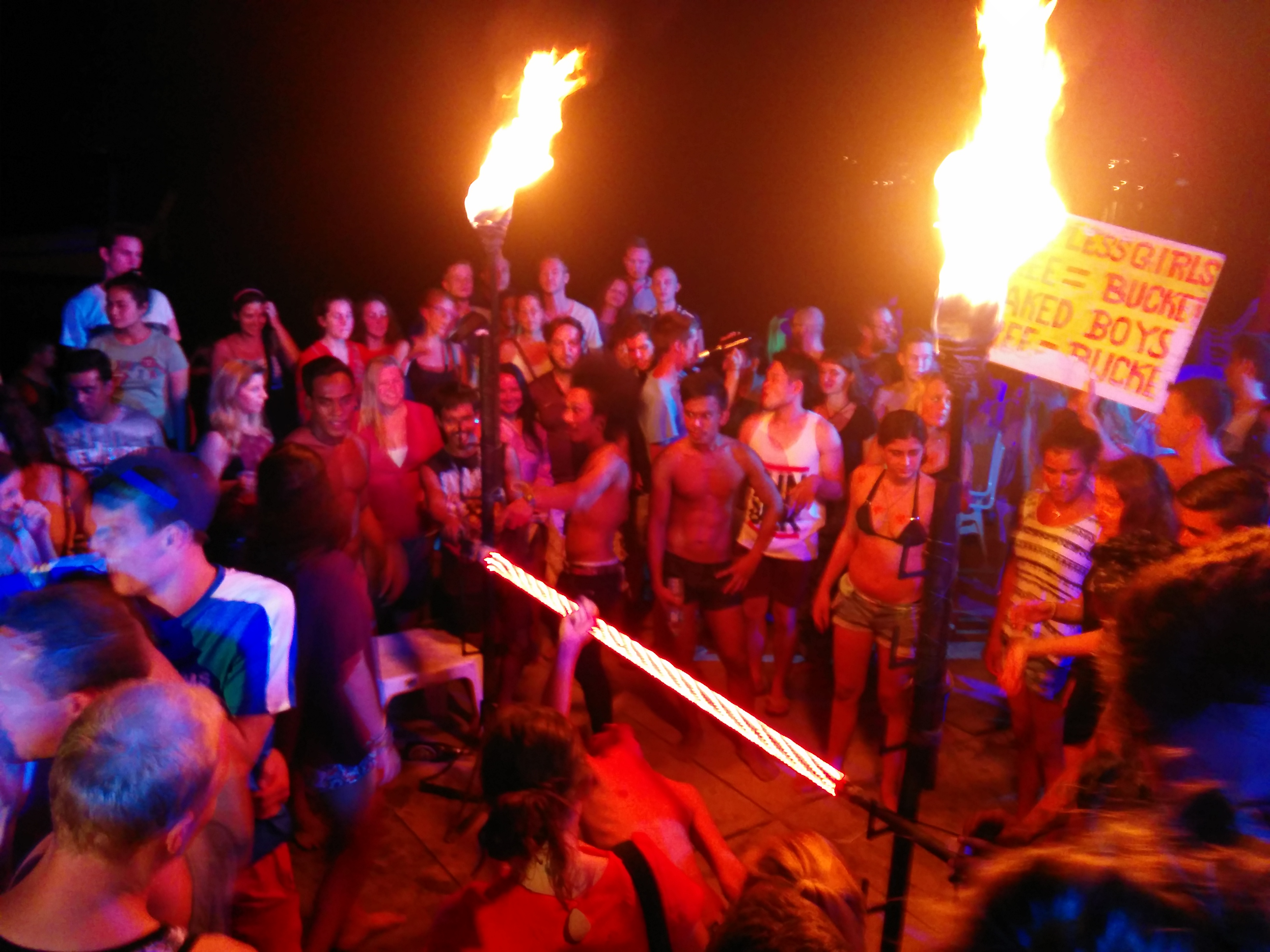
Phiphi parti

A nemzeti park státusz segített megőrizni a szigetek természetes szépségét, a tiszta vizet és a szép partokat. Az 1990-es évek elején még csak a vállalkozó kedvű utazók látogattak ide, A part című film bemutatása után azonban meglódult a turizmus. Ma Thaiföld egyik legnépszerűbb célpontja a palackos és pipás búvárkodást, a kajakozást és egyéb rekreációs tevékenységeket tekintve.
Évről évre olyan sok turista érkezik a szigetre, hogy ez már károkat okozott a korallzátonyokban és a tengeri élővilágban.
A kisebbik szigeten, Ko Phiphilin nincs szálloda, vagy egyéb szállás. Az egyetlen módja itt aludni, ha az ember befizet egy túrára a Maya-Öbölbe, és aztán sátorban alszik.

## Kórház
A sürgősségi ellátásra Phiphi főszigetén van egy kis kórház. A betegeket, miután az állapotukat stabilizálták, innen egy phuketi kórházba szállítják át. A kórház a Phi Phi Cabana Hotel és a Ton Sai Tornyok között található, 5-7 perces sétára a fő mólótól.

## A 2004-es cunami
2004. december 26-án Phi Phi Don lakott részének javát elpusztította egy indiai-óceáni cunami. A sziget fő települése, Ton Sai („banyán fa”, thaiul: ต้นไทร) a sziget két hosszú, magas mészkőgerince közti homokos földszoroson épült, amelyet félkör alakú partok öveznek strandokkal, és amely kevesebb, mint két méterrel emelkedik a tengerszint fölé.
December 26-án röviddel reggel 10 óra után mindkét öbölben visszahúzódott a víz. Amikor 10:37-kor a cunami beszáguldott, a félszigetet mindkét oldalról elöntötte az árhullám, és középen találkoztak. A Ton Sai-öböl felől érkező vízfal 3 méter magas volt, a Loh Dalum-öböl felőli 6,5 méter. A nagyobb hullám a karszt alacsonyabban fekvő területein is végigsöpört a La Naa-öböltől a Bakhao-öbölig, és be Laem Thongba (a tengeri cigányok falujába), ahol 11 ember halt meg. Ettől eltekintve, a sziget keleti oldala csak némi áradást és erős áramlatokat szenvedett. A cunami áldozatainak emlékművet állítottak, de 2015-ben egy új hotel került a helyére.
A cunami idején a becslések szerint tízezer ember tartózkodhatott a szigeten, beleértve a turistákat.

### A cunami után

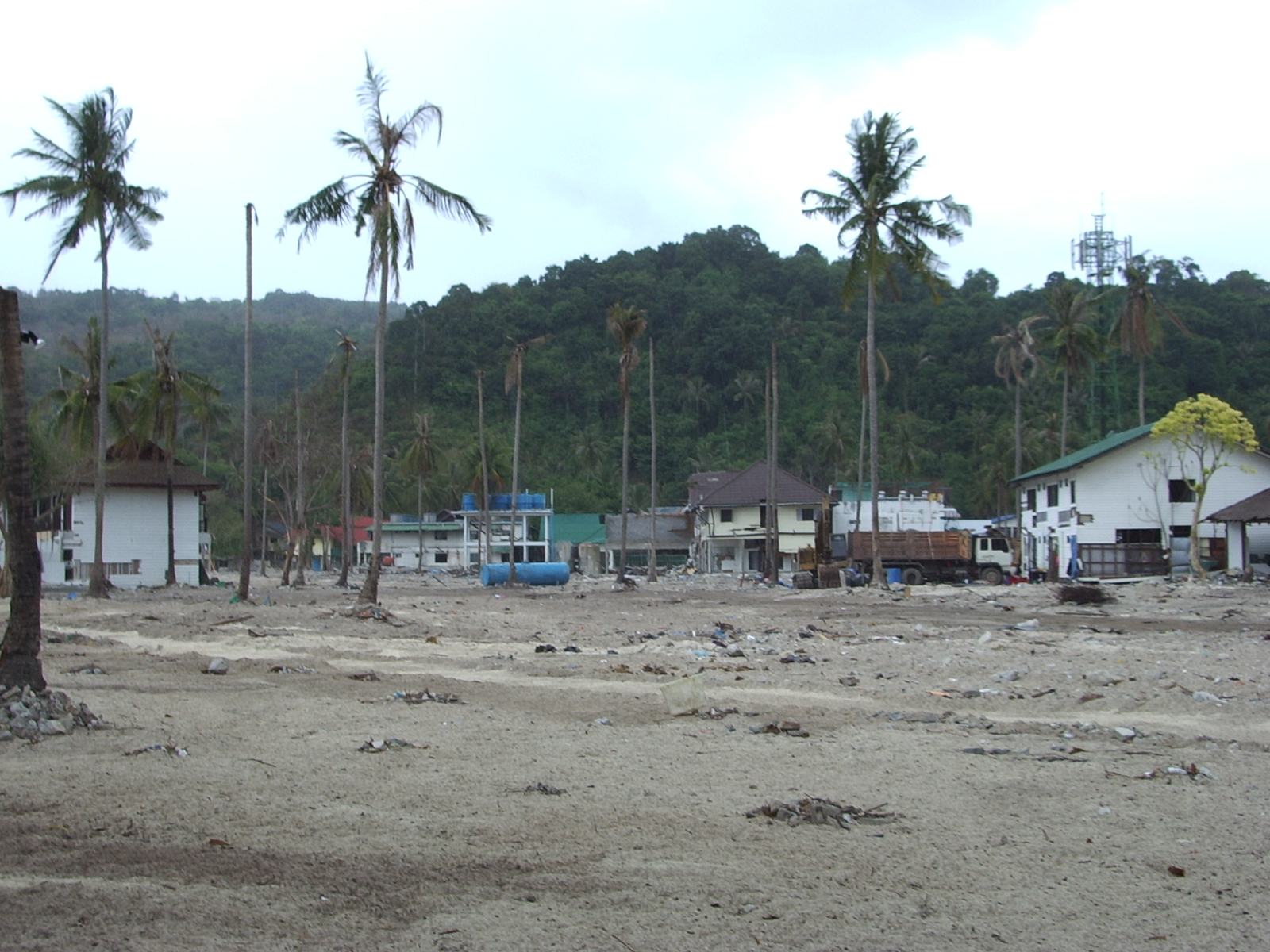
Ko Phiphi Don, 2005 márciusában, a cunami után.

A cunami a sziget épületeinek mintegy 70 százalékát elpusztította. 2005 júliusáig 850 áldozatot találtak meg, és 1200 embert még mindig kerestek. Pontos szám az áldozatokról nincs, a helyiek mintegy négyezerre becsülik. A helyi lakosok közt 104 gyermek vesztette el az egyik, vagy mindkét szülőjét.
A cunami után a szigeten életben maradtakat evakuálták. A thai kormány ideiglenesen lezárt területnek nyilvánította a szigetet. Sok átmeneti munkás visszatért az otthonába, az állandóan itt lakókat pedig egy menekülttáborban helyezték el Nong Kokban, Krabi tartományban.
2005 január 6-án Emiel Kok, egy holland származású helyi lakos önkéntes szervezetet alapított Help International Phi Phi („Nemzetközi Segítség Phi Phinek”, rövidítve HI Phi Phi) néven. A HI Phi Phi 68 thait szervezett be a menekülttáborból, és több ezer önkéntes jelentkezett ideiglenes segítségre. A szervezet a romeltakarításban és az újraépítésben segédkezett. 2005. február 18-án felállt egy második szervezet is, a Phi Phi Dive Camp a hordalék eltakarítására az öblökből és a korallzátonyokról. A legtöbb a Ton Sai-öbölben volt.
2005 júliusának a végéig 23 ezer tonna hordalékot takarítottak el a szigeten, 7000 tonnát kézi erővel. „Annyit végzünk kézzel, amennyit csak lehet,” mondta Kok. „Így kutathatunk útlevelek és azonosításra alkalmas dolgok után.” A megjavítható épületek többségét helyreállították. A HI Phi Phi-t jelölték a Time Magazine Heroes of Asia díjra.
2005. december 6-áig csaknem 1500 hotelszobát nyitottak meg, és a kormány cunami-riasztórendszert hozott létre, önkéntesek segítségével.

## A turizmus hatásai
A cunami óta ismét tömegessé vált a turizmus a szigeten, például a kínai látogatók száma meredeken emelkedett. A turizmus mértéke aggodalmakat keltett a káros környezeti hatások miatt. Dr. Thon Thamrongnawasawat környezetvédő aktivista és a Thaiföldi Nemzeti Reform Tanács tagja azért kampányol, hogy korlátozzák a turisták számát, mielőtt még jóvétehetetlen károkat szenvednének a szigetek természeti szépségei.
„Gazdasági értelemben néhány ember meggazdagodhat, de az önzésüknek nagy lesz az ára Thaiföld számára,” írta Dr. Thon, aki a Kasetsart University tengerbiológiai előadója.
Naponta több, mint ezer turista érkezik Phi Phire. Ebben a számban nincsenek benne azok, akik bérelt motorcsónakkal vagy jachttal érkeznek. Phi Phin naponta mintegy 25 tonna szilárd hulladék keletkezik, és a szezon csúcsán ez napi 40 tonnára emelkedik. Minden turista, aki a szigetre érkezik 20 bahtot fizet a Ton Sai molón „Koh Phi Phi tisztán tartására”.
„Napi 20 ezer bahtot szedünk be a turistáktól a mólón. A pénzből fizetjük azt a magáncéget, amelyik a szigetről a szárazföldre, Krabiba szállítja a szemetet lerakásra,” mondta Pankum Kittithonkun, az Ao Nang Közigazgatási Szervezet (OrBorTor) elnöke. A hajó naponta mintegy 25 tonna szemetet szállít el, ha az időjárás megengedi. A szervezet havi 600 ezer bahtot fizet a szolgáltatásért. A csúcsszezonban a szervezet egy hajója is segít a szállításban.
Phi Phi hulladékproblémáit súlyosbítja a csatornázás helyzete. „Nincs víztisztító állomásunk helyben. Csak remélhetjük, hogy a szállodák, éttermek és más vállalkozások felelősen viselkednek – de nincs bennük nagy hitünk,” mondta az OrBorTor-elnök. „Természetesen kezelniük kell a saját szennyvizüket, mielőtt a tengerbe engedik, de könnyen előfordulhat, hogy csak akkor kapcsolják be a berendezéseiket, mielőtt ellenőrök érkeznek hozzájuk.” Alapvető probléma, hogy Ao Nang és Phi Phi a bejegyzett helyiek alapján kapják a költségvetésüket, és nem annak alapján, ahány embert évente vendégül látnak, mondta.

## Galéria

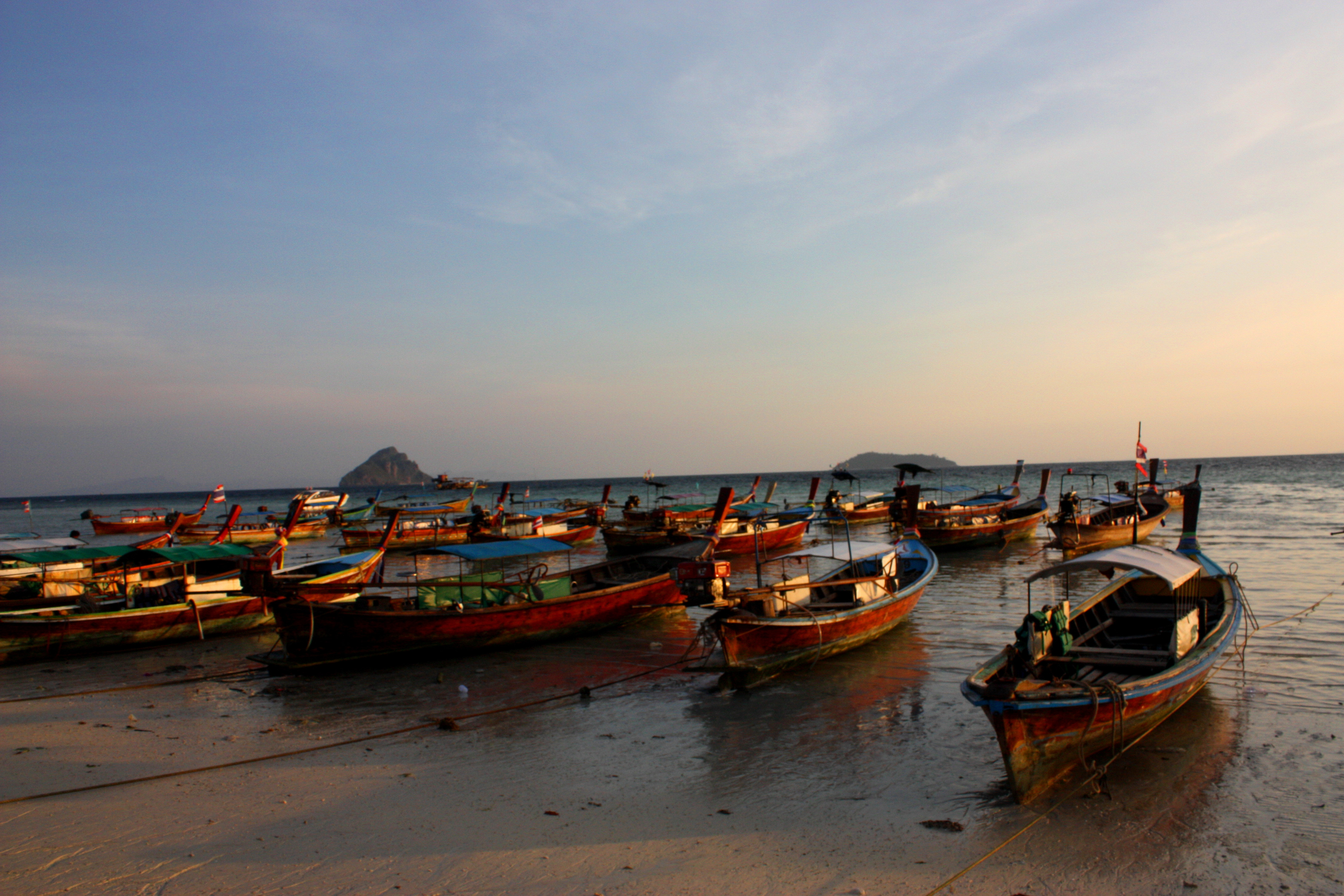
"Tengeri cigány" csónakok, Ko Phi Phi
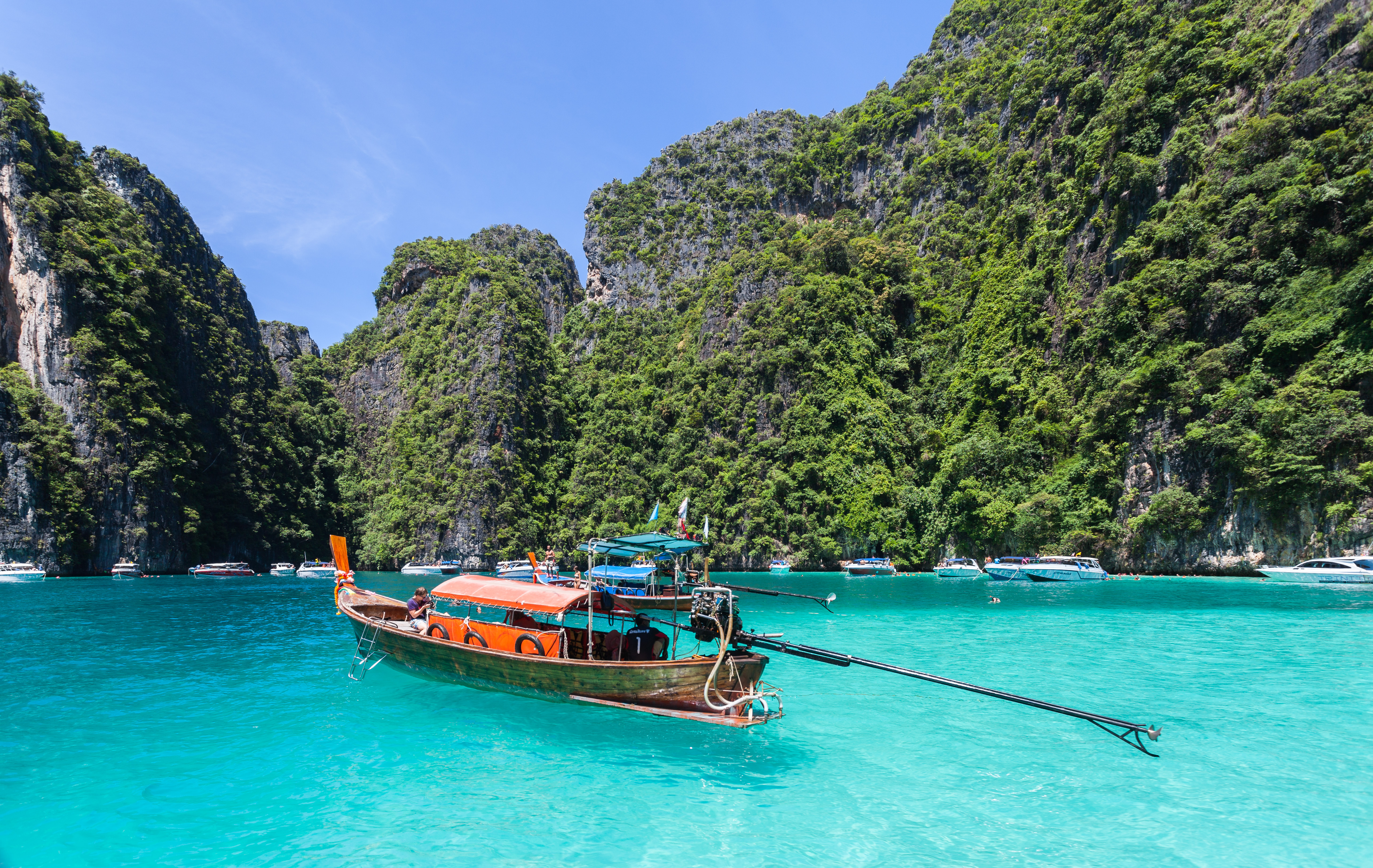
Hosszúfarkú hajó Phi Phi sziget partján
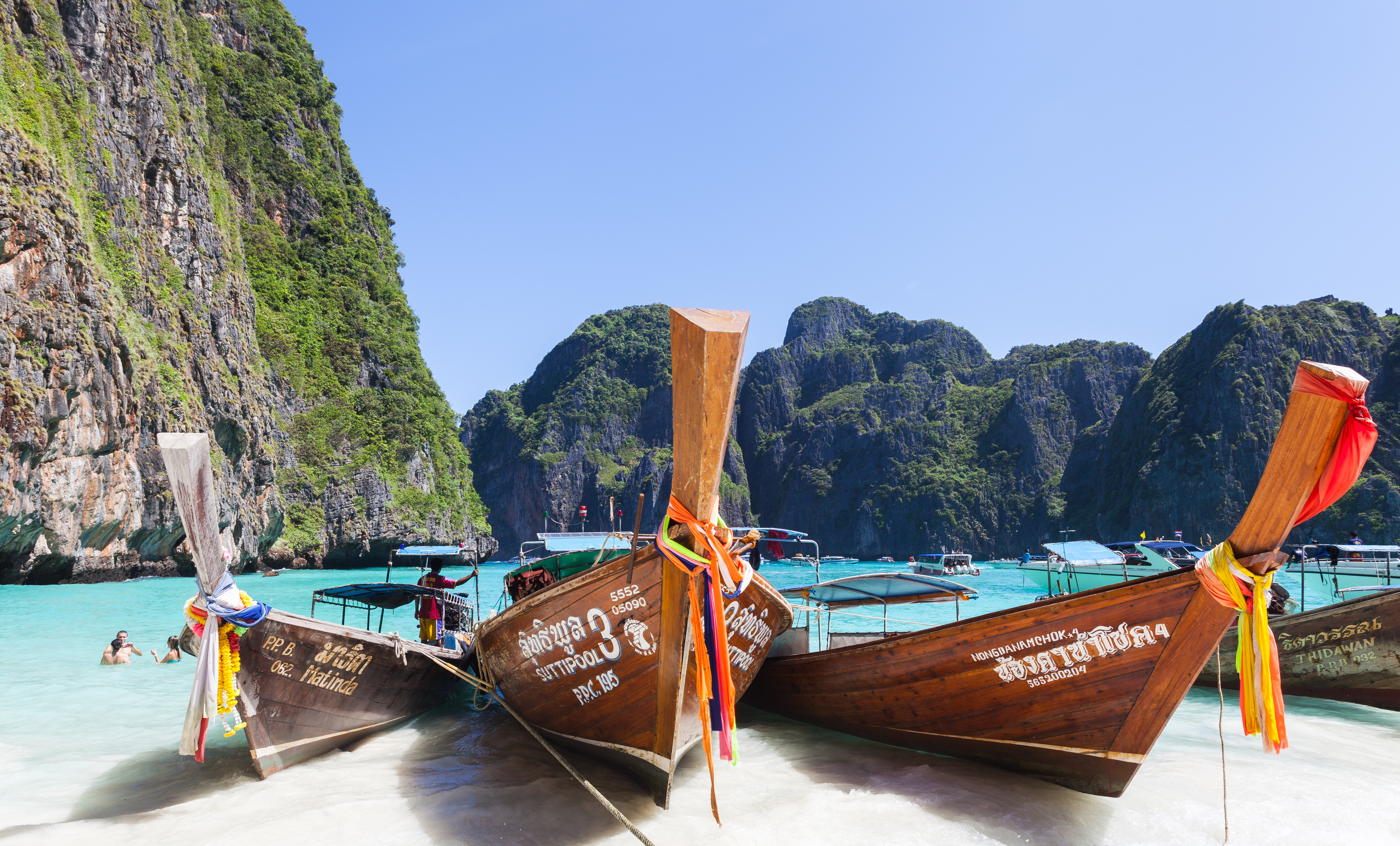
Hosszúfarkú hajók, Maya-part
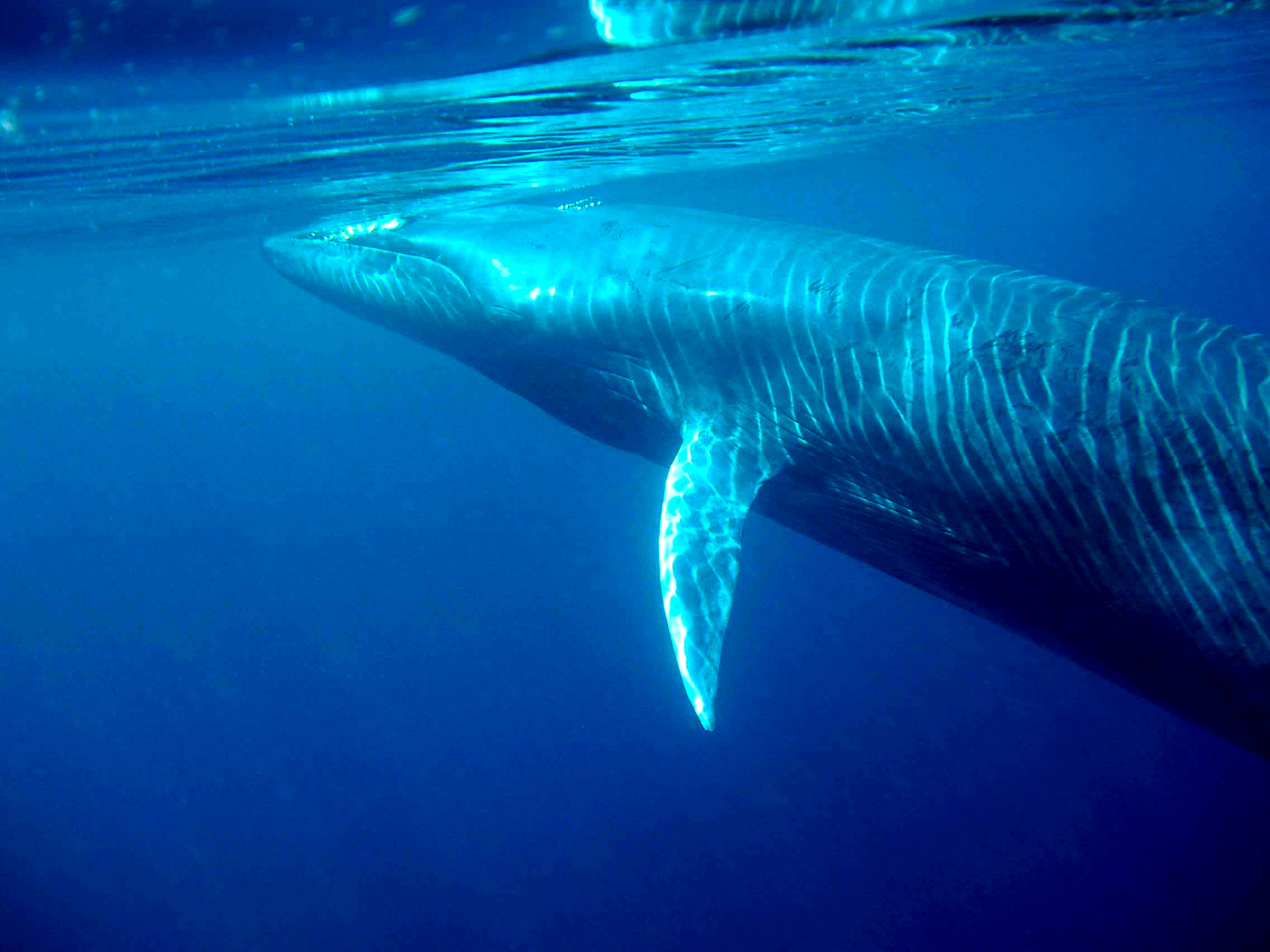
Trópusi bálna a szigeteknél

## Fordítás
Ez a szócikk részben vagy egészben  a   Phi Phi Islands című angol Wikipédia-szócikk ezen változatának fordításán alapul.  Az eredeti cikk szerkesztőit annak laptörténete sorolja fel. Ez a jelzés csupán a megfogalmazás eredetét és a szerzői jogokat jelzi, nem szolgál a cikkben szereplő információk forrásmegjelöléseként.